# Thumatha fuscescens
Thumatha fuscescens là một loài bướm đêm thuộc phân họ Arctiinae, họ Erebidae.